# Mijaíl Ogonkov
Mijaíl Pávlovich Ogonkov (en ruso: Михаил Павлович Огоньков; 24 de junio de 1932 - 14 de agosto de 1979 , Moscú) fue un futbolista soviético. Desarrolló toda su carrera deportiva en el Spartak Moscú como defensa y fue internacional con la Unión Soviética, con quien ganó la medalla de oro en los Juegos Olímpicos de 1956. En palabras del mítico delantero Nikita Simonián, Ogonkov fue "el mejor defensa soviético de todos los tiempos".

## Trayectoria
Ogonkov comenzó su carrera en el Krasny Proletariy Moscú y en 1953 firmó por el Spartak Moscú, donde comenzó a jugar en el lateral izquierdo. Con el equipo moscovita se proclamó dos veces campeón de la liga soviética en 1956 y 1958. En mayo de 1958, fue acusado de violación y procesado en el famoso caso de Eduard Streltsov junto a Boris Tatushin. Posteriormente, los cargos contra Tatushin y Ogonkov fueron retirados, pero su carrera deportiva quedó truncada por una sanción de tres años.
Sin embargo, en 1961 se le permitió regresar al Spartak. A principios de ese mismo año en Alma-Ata en un partido contra el Kairat, Ogonkov se lesionó de gravedad después de un choque con un rival. Como resultado de este golpe, el futbolista perdió un riñón y terminó su carrera como futbolista profesional.
Posteriormente trabajó en las categorías inferiores del Spartak, donde descubrió a jugadores como Alekséi Prúdnikov, Vladímir y Víctor Bukiyevski y  Víktor Samojin. En 1979 su cadáver fue encontrado en su apartamento de Moscú, aparentemente dos semanas después de la muerte. Las causas de la muerte, aún hoy, son desconocidas, aunque la versión oficial es suicidio. Fue sepultado en el cementerio Danilovskoe en Moscú.